# Программа утилизации автомобилей в России
Программа утилизации автомобилей — федеральная программа в России, дающая возможность владельцам старых автомобилей сдать их на утилизацию и взамен получить скидку на покупку нового автомобиля. Эта программа призвана активизировать процесс смены старых автомобилей новыми, тем самым поддержать автомобильную промышленность России, повысить безопасность дорожного движения и улучшить экологическую обстановку. Также в рамках данной программы финансируется создание системы утилизации автомобилей. Программа первоначально действовала с 1 января по 31 декабря 2010 года, а затем была продлена до 31 декабря 2011 года. В связи с ускоряющимся снижением автомобильного рынка России, программа была возобновлена в сентябре 2014 года.

## Правила использования
Владелец утилизируемого автомобиля должен привезти его к дилеру, осуществляющему приём утилизируемых автомобилей. У дилера он оплачивает утилизацию автомобиля (по данным Минпромторга — 3000 руб.) и получает сертификат на скидку в размере 50 000 руб. В начале 2010 года кроме того автовладелец должен был оплатить подоходный налог, однако 24 марта были приняты поправки в Налоговый кодекс, освобождающие автовладельцев от уплаты налога в этом случае. Приём автомобилей пунктами утилизации осуществляется с 8 марта 2010 г..
В 2014 году по программе утилизации также предоставляется скидка 50 000 рублей на приобретение нового автомобиля, либо скидка 40 000 рублей при приобретении автомобиля в trade-in.

### Требования к утилизируемому автомобилю
Утилизируемый автомобиль должен отвечать следующим требованиям:
- полная масса не превышает 3,5 тонны;
- возраст более 10 лет;
- автомобиль принадлежит данному владельцу более 1 года.[1]

### Марки автомобилей, при покупке которых действует скидка
Скидка действует только при приобретении автомобиля, произведённого в России и включённого в перечень. При этом продавец автомобиля не может устанавливать на него цену выше рекомендованной производителем.

## Финансирование
Программа финансируется из федерального бюджета. Всего на программу первоначально было выделено более 11 млрд руб. Из них:
- 10 млрд руб. на компенсацию расходов фирм, предоставляющих скидку;
- 1 млрд руб. на транспортировку утилизируемых автомобилей от дилера, осуществляющего их приём, до места утилизации;
- 50 млн руб. на организацию осуществления программы[1].

В апреле 2011 года действие программы было продлено до конца 2011 года, а на её финансирование дополнительно было направлено 5 млрд руб.

## Результаты
В целом, на октябрь 2010 года результаты программы утилизации оценивались как хорошие: в январе — сентябре 2010 года в России было реализовано 1,32 млн легковых и легких коммерческих автомобилей, что выше на 18 % чем годом ранее, и основной причиной такого роста называется именно данная программа. Из этого числа по программе утилизации было продано около 175 тыс. автомобилей; 80 % из них пришлось на продукцию «АвтоВАЗа», ещё 6 % — Renault. В апреле 2010 года в день выдавалось по 2—3 тыс. утилизационных свидетельств, к осени этот показатель упал до 1,5 тыс. Высокий спрос на недорогие автомобили, участвующие в программе утилизации, даже привел к их дефициту: очереди в автосалонах составляли до нескольких месяцев. По итогам всего 2010 года рост продаж легковых автомобилей составил уже 30 % по сравнению с 2009 годом; отмечалось что особенно благотворно программа утилизации воздействовала на «АвтоВАЗ»: 42,8 % его продаж в 2010 году были осуществлены за счёт программы.
По результатам программы планировалось до 1 сентября 2010 года составить проект концепции создания в Российской Федерации системы сбора и утилизации вышедших из эксплуатации автотранспортных средств. Однако существенных результатов это не принесло: в России есть всего десяток современных центров по разборке отслуживших автомобилей, и новых к осени 2010 года не появилось (из 176 допущенных Минпромторгом к участию в программе утилизаторов почти все — мелкие предприятия, утилизирующие машины кустарным путём).
Главным результатом действия программы утилизации в 2014 году стало снижение скорости падения автомобильного рынка. В сентябре было продано более 23 тысяч автомобилей, в октябре — более 55 тысяч. В середине октября ряд производителей приостановил действие программы в связи достижением лимита финансирования из бюджета. Впоследствии программа была возобновлена. Всего по итогам программы 2014 года были запланированы продажи порядка 170 тысяч автомобилей.
С 2010 года проект ежегодно продлевают вплоть до 2024 года. Цели проекта разнообразны. Во-первых, повышение безопасности дорожного движения, так как старые автомобили небезопасны. Во-вторых, стимулирование рынка отечественного автопрома и поддержка местных производителей. В-третьих, улучшение экологической обстановки, так как старые автомобили сильнее загрязняют воздух, и их нужно утилизировать, а не отправлять на свалки.

## Недостатки программы
Одним из пунктов критики программы являлось то, что многие автовладельцы, сдавая старую «классическую» модель марки Lada, взамен покупали такую же. Таким образом эффективного морального обновления автопарка не происходило. Тем не менее, выпускаемые в это время автомобили «классических» моделей имели более высокий экологический класс; таким образом, утилизация уменьшает загрязнение окружающей среды. В настоящее время данный пункт потерял свою актуальность, в связи со снятием с производства автомобилей «классических» моделей.
Однако существуют и недостатки в программе:
- были случаи кражи вместо утилизации
- были случаи перепродажи вместо утилизации
- автоматизированная система учета утилизации недоступна дилерам
- возникают проблемы с доверенностью и снятием с учета
- мало пунктов утилизации